# Houliaïpole
Gouliaïpole
Houliaïpole (en ukrainien : Гуляйполе) ou Gouliaïpole (en russe : Гуляйполе), aussi écrit Gouliaï Polié, est une ville de l'oblast de Zaporijjia, en Ukraine. Sa population s'élevait à 2 000 habitants en 2024 . Elle est sur la ligne de front durant l'invasion de l'Ukraine par la Russie.

## Géographie
Houliaïpole se situe sur la rivière Haïtchoul, un affluent de la rivière Vovtcha, puis de la Samara, dans le système hydrologique de la rive gauche du fleuve Dniepr. La ville se trouve à 85 km — 100 km par la route — au sud-est de Zaporijia.

## Histoire
Le village de Houliaïpole est fondé en 1770 comme avant-poste pour la protection du khanat de Crimée.
Houliaïpole est, entre 1917 et 1921, le centre d’un mouvement révolutionnaire paysan d'inspiration anarchiste et socialiste libertaire, qui lutte d’abord contre les troupes d'occupation austro-hongroises, après la signature du traité de Brest-Litovsk, puis contre les blancs. Multipliant des communes libertaires dans la région adjacente de la Makhnovchtchina, il est déclaré hors-la-loi et détruit par les bolcheviks, avec lesquels il s'est précédemment allié. La figure emblématique de ce mouvement est Nestor Makhno, né à Houliaïpole, mort en exil en France.
Houliaïpole a le statut de ville depuis 1938.

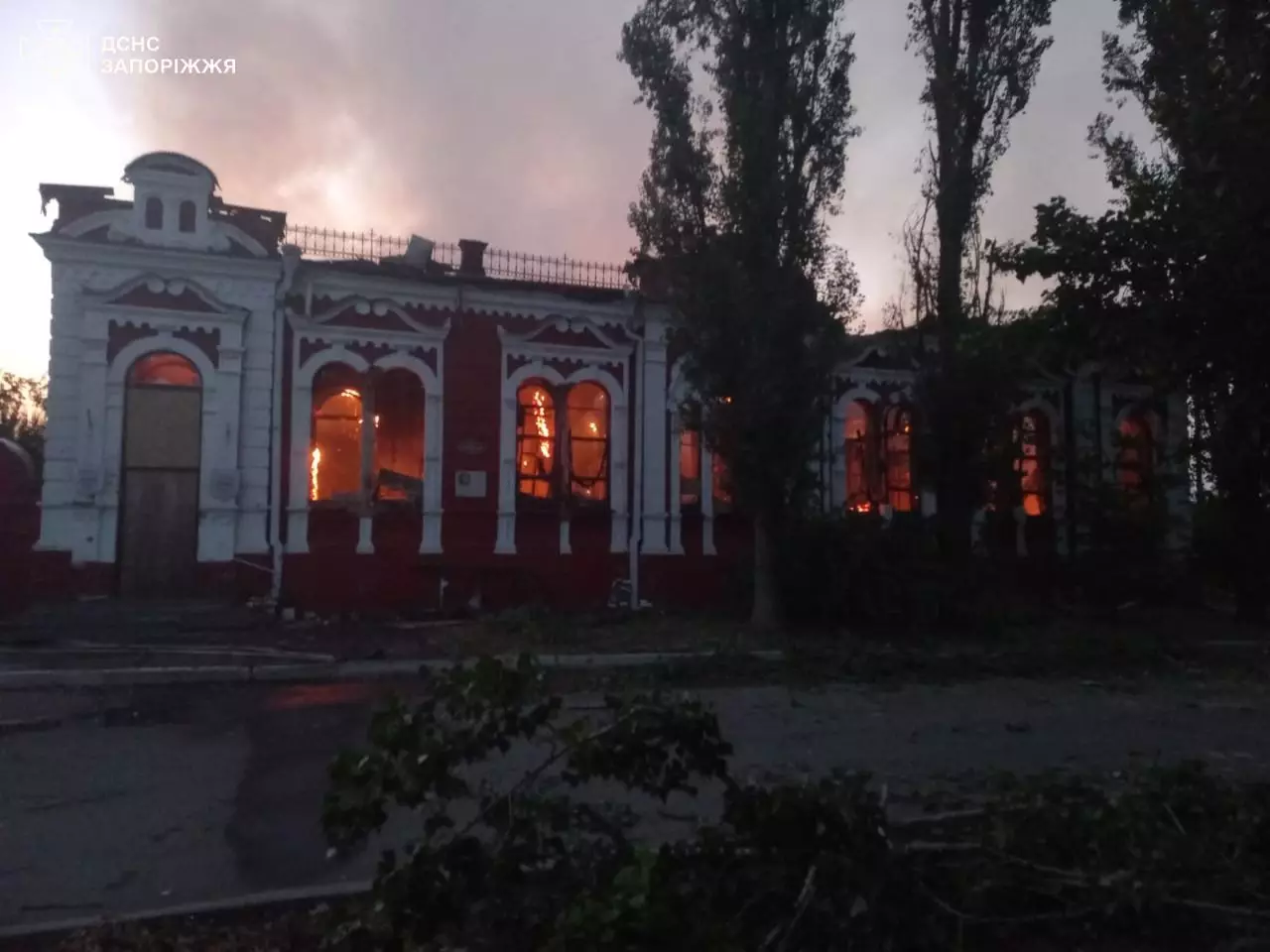
Incendie du musée le 24 août 2024.

## Population
Recensements (*) ou estimations de la population :
| 1939*  | 1959*  | 1970*  | 1979*  | 1989*  | 2001*  |
| ------ | ------ | ------ | ------ | ------ | ------ |
| 16 449 | 17 220 | 16 236 | 17 053 | 19 198 | 17 077 |

| 2010   | 2011   | 2012   | 2013   | 2014   | 2015   |
| ------ | ------ | ------ | ------ | ------ | ------ |
| 14 713 | 14 556 | 14 489 | 14 358 | 14 180 | 14 084 |

| 2016   | 2017   | 2018   | 2019   | 2022   | 2024  |
| ------ | ------ | ------ | ------ | ------ | ----- |
| 13 994 | 13 892 | 13 683 | 13 446 | 12 786 | 2 000 |

## Transports
Houliaïpole se trouve à 137 km de Zaporijia par le chemin de fer et à 99 km par la route.

## Personnalités liées à Houliaïpole
- Nestor Makhno (1889-1934), anarchiste, né à Houliaïpole. Un musée local lui est consacré[3].

### Film documentaire
- Hélène Châtelain, Nestor Makhno, un paysan d’Ukraine, Arte, 58 minutes, 1996
- Hélène Chatelain, « Nestor Makhno, un Paysan d’Ukraine » (notice éditeur), voir en ligne, voir en ligne, voir en ligne sur Vimeo.